# 26438 Durling
26438 Durling este o planetă minoră (asteroid), cu un diametru de 2,4 km, din centura de asteroizi. A fost descoperită pe 30 decembrie 1999 la Stația Anderson Mesa de Lowell Observatory Near-Earth-Object Search. 
Obiectul prezintă o orbită caracterizată de o semiaxă mare de 2,2492349 UAi, o excentricitate de 0,1, o înclinație de 3,8814 ° în raport cu ecliptica.